# نشتارود
نَشتارود یکی از شهرهای استان مازندران در ایران است. این شهر مرکز بخش نشتا شهرستان تنکابن می‌باشد.
شهر نشتارود با ۶۳۹۴ نفر جمعیت در فاصله ۱۴ کیلومتری شرق شهر تنکابن و ۸ کیلومتری غرب شهر عباس آباد واقع در ۵۱ درجه و ۱ دقیقه طول شرقی و ۳۶ درجه و ۷۵ دقیقه عرض شمالی، در فاصله ۲۱۰ کیلومتری غرب ساری (مرکز استان) و ۱۸۸ کیلومتری شمال غربی تهران (پایتخت ایران) قرار دارد. مردم نشتارود به زبان مازندرانی و فارسی گویش می‌کنند.

## مردم
بنابر سرشماری مرکز آمار ایران در سال ۱۳۹۵ شهر نشتارود ۶٫۳۹۴ نفر جمعیت دارد. مردم نشتارود به زبان مازندرانی و فارسی گویش می‌کنند.

## وجه تسمیه
نشتا به معنی نشت آب بوده و به دلیل چشمه‌ها و رودخانه‌های فراوان در منطقه به ویژه گذر رود از مرکز شهر نشتارود نامیده شد.

## رودخانه نشتارود
این رودخانه از بلندی‌های میان‌بند و جنگلهای کله‌چال – علی‌سرا سرچشمه گرفته و به نام سفیدرود است پس از عبور از فقیه‌آباد به آن می‌پیوندد در مواقع پرآبی تا ۱٫۵ کیلومتری دریا برای قایقرانی کوچک موتوری یا پارو قابل استفاده است. عرض رودخانه بین ۱۵ تا ۳۰ متر متغیر است. آبادیهای مسیر عبارتند از: سفید آب – فقیه آباد – نشتارود.

## جاذبه‌های تاریخی و گردشگری
- پلاژ بزرگ ساحلی نشتارود
- منطقه جنگلی دینار سرا
- مرداب نشتارود
- منطقه جنگلی سفید آب و کوه سر
- منطقه ییلاقی داغ کوه
- آبشار کمیلیه و کوه سر و دینار سرا
- اثر طبیعی و پارک ملی جنگلی خشکه داران
- سواحل ماسه‌ای وزیبای دریای خزر
- منطقه جنگلی تحقیقات کشاورزی طالش محله

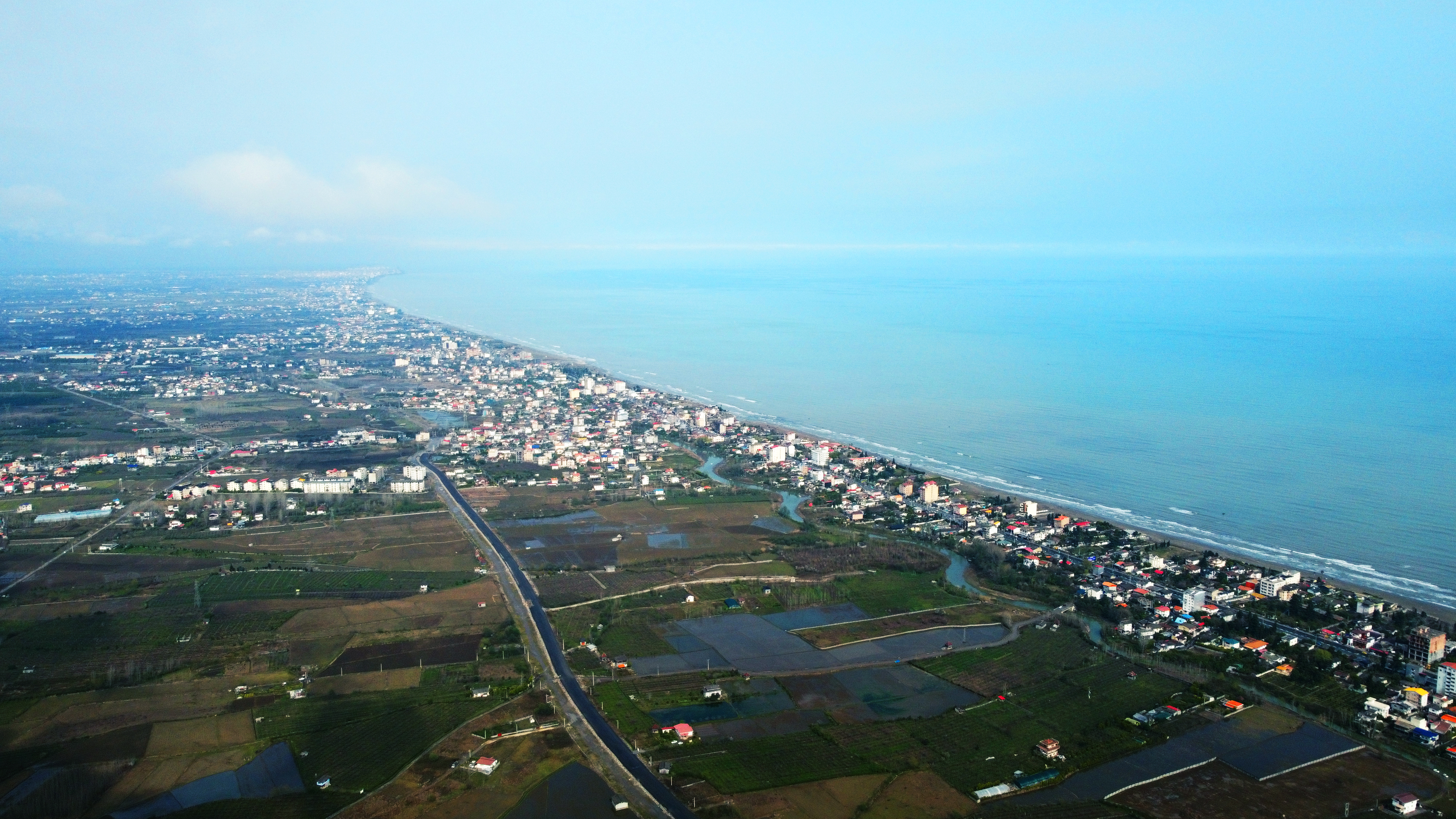
خط ساحلی نشتارود

- موزه دیدنی حیات وحش خشکه داران
- حمام سنگی باستانی مکرود